# Nuyts-Archipelago-Conservation-Park
Der 54,5 Quadratkilometer große Nuyts-Archipelago-Conservation-Park besteht aus sechs Inselgruppen und umfasst kein Festland, er liegt im Ozean südlich des Bundesstaats South Australia entlang eines großen Teilabschnitts der Großen Australischen Bucht.

## Lage des Inselparks
Die Inseln, auch Nuyts' Archipel genannt, erstrecken sich von den Purdie Islands (bei der Stadt Ceduna) im Westen bis Olive Island (bei der Stadt Streaky Bay) im Osten. Der Park besteht aus über 19 Hauptinseln mit zahlreichen Felsen und Riffen. Der Park wurde 1972 zum Schutz seltener und gefährdeter Tierarten auf den Inseln gegründet und nach und nach erweitert.

## Inselgruppen
Der Park besteht aus 6 Inselgruppen: den Purdie Islands, Lounds Island, Franklin Islands, St. Peter Island, Goat Island und Eyre Island. Im Jahre 1802 benannte der britische Forschungsreisende Matthew Flinders diesen Archipel nach Pieter Nuyts, der ihn im Januar 1627 auf dem Schiff Gulden Zeepaerdt (Goldenes Seepferd) des holländischen Kapitäns François Thijssen erreichte. Flinders benannte auch weitere Inseln.
Die Purdie Islandsbenannte er am 1. Februar 1802 nach dem Chirurgie-Assistenten Robert Purdie. Die Insel liegt südwestlich von Rocky Point und bildet einen Granitfelsen von 25 Metern Höhe im Westen der Insel aus.
Lounds Island benannte er am 7. Februar 1802 nach dem Seemann Sherrard Lound. Sie liegt 16 Kilometer südöstlich von Rocky Point. Wie die meisten Inseln in diesem Gebiet wird sie von Kalkstein bedeckt und vor der Erosion durch Meerwasser und Sandstürme durch ihre Granitbasis geschützt.
Die Franklin Islands wurden von Flinders am 3. Februar 1802 nach dem Seemann John Franklin benannt. Die zwei Inseln liegen 15 Kilometer vom Festland und 13 Kilometer von Evans Island entfernt. Diese Inseln wurden stufenförmig aus Granit entlang der Küstenlinie gebildet und sind an ihrem Fuß bei Ebbe von weißem Sand umlagert. Die Franklin Islands wurden zeitweise als Weideland für Schafe benutzt. Auf beiden Inseln befinden sich Schutzzonen für Populationen der Großen Australischen Häschenratten. Die Franklin Islands dürfen deshalb nicht betreten werden. Auf den Inseln befindet sich eine Garage aus Stahl, die als Basislager und gelegentlich als Werkstatt des Schutzprojekts für die Häschenratten genutzt wird. 
St. Peter Island wurde nach dem Patron von Pieter Nuyts benannt und liegt 5 Kilometer vom Festland entfernt. Es ist mit 3,4 Quadratkilometern die größte der Inseln. Granit bildet die Basis der Insel, die von Kalkstein bedeckt ist, ihr Bild bestimmen Sanddünen und Mangroven. St. Peter Island ist weniger vom Seeklima geprägt als die anderen Inseln, sodass die Vegetation eher der des Festlands gleicht. Wegen ihrer Größe und ihrer Vegetation wurde St. Peter seit 1859 landwirtschaftlich genutzt und erst 1988 in den Nuyts-Archipelago-Conservationpark eingegliedert. Auf dieser Insel befinden sich sowohl befahrbare Straßen als auch ein Gebäude aus Holz mit Blecheindeckung, was auf die Besiedlungsgeschichte zurückzuführen ist. Auf der Insel sind Übernachtungen in dem Gebäude möglich. Ein weiteres Gebäude und ein Fahrzeug eines Angestellten des Department for Environment and Heritage (DEH) befinden sich auf dieser Insel.
Goat Island liegt 2 Kilometer südwestlich von St. Peter Island und wurde aus Kalkstein gebildet, der auf Granit aufliegt.
Eyre Island ist eine Sandinsel ohne Felsen, die 8 Kilometer westlich von Smoky Bay liegt. Sie wurde nach dem Entdecker Edward John Eyre benannt. Sanddünen verlaufen entlang der südlichen Küstenlinie und es wachsen Mangroven.
Gewarnt wird vor den giftigen Tiger Snakes, den Tigerottern, die auf den Inseln weit verbreitet sind.